# Cultura Lengyel

A Europa do Neolítico, no apogeu da expansão danubiana

A Cultura Lengyel (ca. 5 000–4 000 a.C.), foi uma cultura arqueológica localizada onde nos dias de hoje se encontra a  Morávia, o oeste da Eslováquia e da Hungria, partes do sul da Polónia, e também em partes adjacentes da Áustria, Eslovénia e Croácia.
Foi sucessora da cultura da cerâmica linear, e na sua parte mais a norte, teve sobreposição posterior com a cultura de Funnelbeaker. A agricultura e a criação de gado (porcos, ovinos, caprinos) eram praticadas, embora uma quantidade de restos de fauna selvagem tenham sido encontrados. Os povoados eram compostos por casas de pequenas dimensões e por vezes eram rodeados por valas.